# Клошка (Констанца)
Клошка (рум. Cloșca) — село у повіті Констанца в Румунії. Входить до складу комуни Хорія.
Село розташоване на відстані 164 км на схід від Бухареста, 67 км на північний захід від Констанци, 84 км на південь від Галаца.

## Населення
За даними перепису населення 2002 року у селі проживали 129 осіб, усі — румуни. Рідною мовою 128 осіб (99,2%) назвали румунську.